# کویتنیتسه
کویتنیتسه (به چکی: Květnice) یک منطقهٔ مسکونی در جمهوری چک است که در ناحیه پراگ-شرق واقع شده‌است. کویتنیتسه ۲٫۸۳ کیلومتر مربع مساحت و ۱٬۱۸۲ نفر جمعیت دارد و ۲۷۴ متر بالاتر از سطح دریا واقع شده‌است.